# 羅少雄
羅少雄，MH（英語：Law Siu Hung Paul），香港進出口汽車商會會長、世運（汽車）集團創辦人，國際獅子總會中國港澳303區總監 (2015-2016)、為五間學校的校董，是經常接受報章訪問的香港知名人士。